# Bitka pri Ajgospotamih
Bitka pri Ajgospotamih (grško Μάχη στους Αιγός Ποταμούς) je bila pomorska bitka, ki je potekala leta 405 pr. n. št. in je bila zadnja večja bitka peloponeške vojne. V bitki je špartanska flota pod vodstvom Lizandra uničila atensko mornarico. S tem se je vojna dejansko končala, saj Atene brez nadzora nad morjem niso mogle uvažati žita ali komunicirati s svojim cesarstvom.

## Zanimivosti
Ime reke Ajgospotami pomeni dobesedno »kozji potok« (Αἰγὸς Ποταμοί, Aigos Potamoi).